# Михран Бохосян
Михран Бохосян е български инженер, журналист, телевизионен водещ от арменски произход.

## Биография
Михран Бохосян е роден през 1932 г. в София, България. Завършил е арменското основно училище, след това гимназия и Минно-геоложкия университет в София. Работи 27 години като инженер, конструктор, проектант. От 2006 до 2013 г. е автор и водещ на предаването „Изгнаници клети“ по телевизия СКАТ.